# Louis Ruchonnet

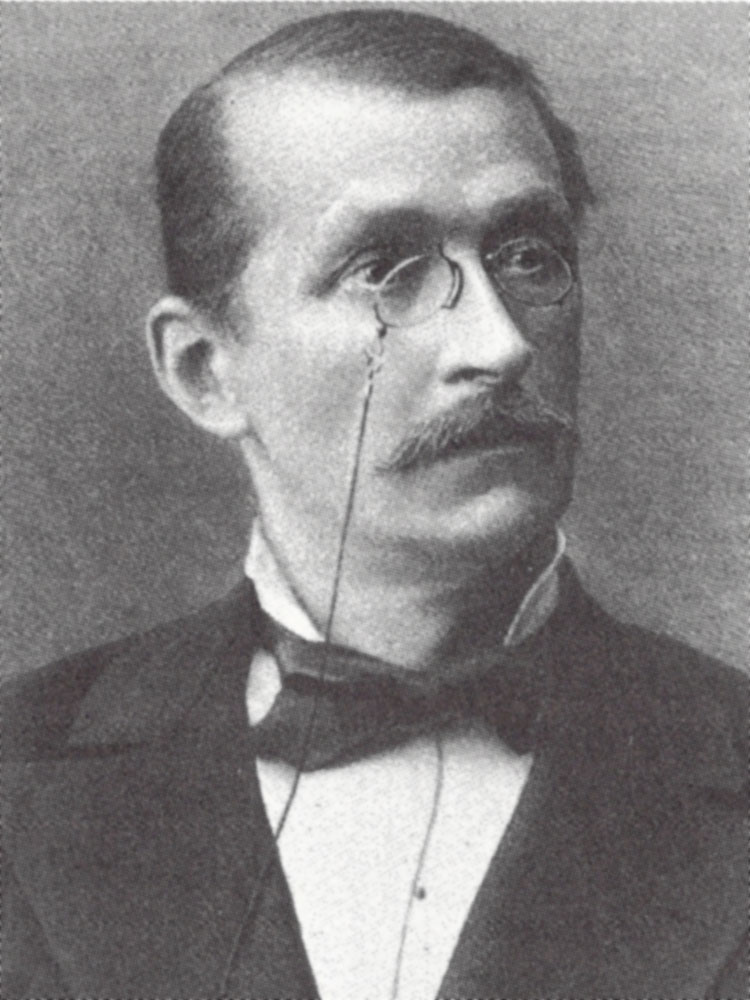
Louis Ruchonnet.

Antoine Louis John Ruchonnet, född den 28 april 1834 i Lausanne, död den 14 september 1893 i Bern, var en schweizisk politiker. 

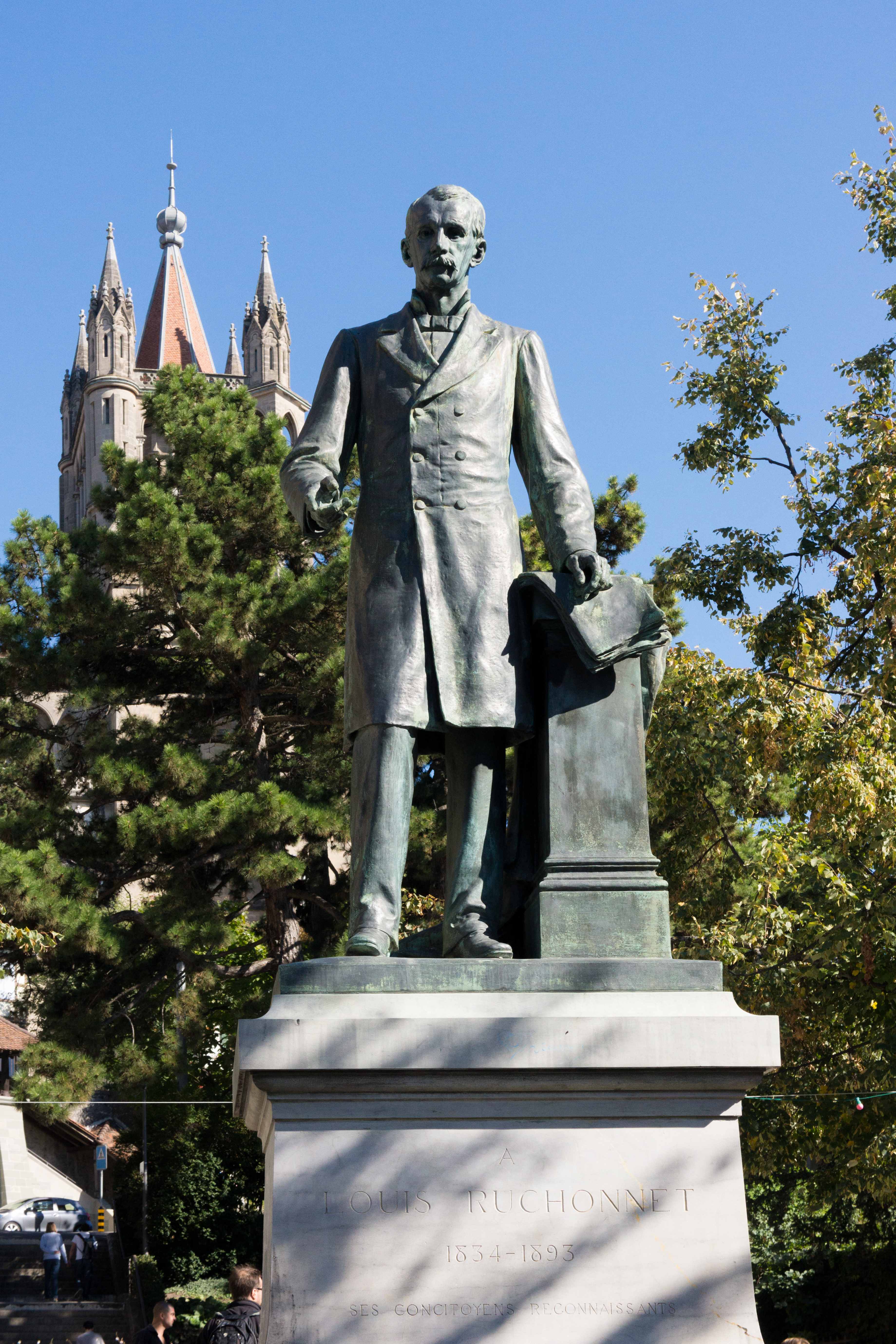
Louis Ruchonnets staty i Lausanne.

Ruchonnet, som tillhörde en ansedd släkt i kantonen Pays de Vaud, blev 1856 advokat, 1863 medlem av stora rådet i Pays de Vaud, var 1868–1874 medlem av statsrådet och blev 1873 dess president. Han invaldes 1866 i schweiziska nationalrådet, var 1869 och 1875 dess president, insattes 1881 i förbundsrådet samt var 1883 och 1890 schweizisk förbundspresident. Som ledare av justitiedepartementet verkade han för större enhetlighet inom de schweiziska kantonernas lagar och rättsväsen. Ruchonnet var en bland det radikaldemokratiska partiets ledande män och utövade starkt inflytande på många av Schweiz yngre politiker. En staty av honom restes 1906 i Lausanne.